# Rundfunkgebührenstaatsvertrag
Der Rundfunkgebührenstaatsvertrag (RGebStV) war ein Staatsvertrag aller deutschen Bundesländer und bis zum 1. Januar 2013 0 Uhr die Rechtsgrundlage für die zur Finanzierung des öffentlich-rechtlichen Rundfunks von allen Rundfunkteilnehmern erhobenen Rundfunkgebühren. Er ist zu unterscheiden von dem ihm zugrunde liegenden Rundfunkstaatsvertrag (RStV) und dem Rundfunkfinanzierungsstaatsvertrag, in dem u. a. die Höhe der Gebühren festgelegt wird. Der Rundfunkgebührenstaatsvertrag wurde gemäß Art. 2 des 15. Rundfunkänderungsstaatsvertrages am 1. Januar 2013 aufgehoben. An seine Stelle trat der neue Rundfunkbeitragsstaatsvertrag (Art. 1 des 15. RÄStV).

## Vertragsinhalt im Überblick
Der Staatsvertrag definierte Rundfunkempfangsgeräte und legte fest, dass derjenige, der solche zum Empfang bereithielt – der Rundfunkteilnehmer – Gebühren zahlen musste, und zwar für Hörfunk- und Fernsehgeräte in unterschiedlicher Höhe. Er legte die Auskunfts- und Anzeigepflicht von Rundfunkteilnehmern sowie Beginn und Ende der Gebührenpflicht fest. Er definierte Ausnahmen von der Gebührenpflicht sowie Möglichkeiten, von der Gebührenpflicht befreit zu werden. Zudem enthielt er Regelungen zur Datenverarbeitung durch die Landesrundfunkanstalten und von ihnen beauftragte Stellen.
Da der Staatsvertrag nur in der Bundesrepublik Deutschland wirkte, waren Rundfunkteilnehmer im Ausland von der Auskunfts-, Anzeige- und Gebührenpflicht nicht betroffen.

## Definitionen der Vertragsbegriffe

### Rundfunkempfangsgeräte
Rundfunkempfangsgeräte im Sinne des RGebStV waren alle Geräte, die „zur drahtlosen oder drahtgebundenen, nicht zeitversetzten Hör- oder Sichtbarmachung oder Aufzeichnung von Rundfunkdarbietungen (Hörfunk und Fernsehen) geeignet sind.“ (§ 1 (1)). Auch Geräte, die vorrangig für andere Zwecke genutzt wurden (Computer, Mobiltelefone, Abspielgeräte für Produkt- oder Lehrvideos), zählten als anmelde- und gebührenpflichtige Empfangsgeräte, wenn sie über ein Empfangsteil (Tuner) verfügten.
Zu den anmeldepflichtigen Empfangsgeräten zählten auch nicht in Betrieb befindliche Geräte – allein das Zum-Empfang-Bereithalten eines entsprechenden Gerätes verpflichtete somit zur Anmeldung bzw. Zahlung der Rundfunkgebühren. Dies galt auch für solche Geräte, die mit geringem Aufwand empfangsbereit gemacht werden konnten. Als solcher geringe Aufwand wurden in Gerichtsurteilen unter anderem das Anschließen an geeignete Antennenanlagen betrachtet und auch kleine Reparaturen defekter Geräte.
Die Definition des Empfangsgeräts umfasste auch neuartige Rundfunkempfangsgeräte, die nur über das Internet Rundfunkprogramme als Stream empfangen können. Die Gebührenpflicht hierfür war allerdings bis Ende 2006 ausgesetzt. Für diese wurde aber die Zweitgerätebefreiung (s. u.) auch auf den gewerblichen Bereich erweitert, so dass sie keine zusätzlichen Rundfunkgebühren auslösten, wenn sie zusätzlich zu „herkömmlichen“ Geräten bereitgehalten wurden.

### Rundfunkteilnehmer
Rundfunkteilnehmer war, wer ein Rundfunkempfangsgerät zum Empfang bereithielt. Beim Empfangsgerät im Kraftfahrzeug galt derjenige als Teilnehmer, auf den das Kfz zugelassen war, bei nicht zugelassenen Kfz der Halter.

### Rundfunkgebühr
Die Rundfunkgebühr setzte sich aus der Grundgebühr und der Fernsehgebühr zusammen, wobei für das erste Fernsehempfangsgerät auch ohne Besitz eines Radios Grund- und Fernsehgebühr fällig wurden. Ihre Höhe war durch den Rundfunkfinanzierungsstaatsvertrag festgesetzt und betrug zuletzt 5,76 Euro/Monat (Radiogebühr) bzw. 17,98 Euro (Fernseh- und Radiogebühr).
Grundsätzlich war für jedes einzelne Rundfunkempfangsgerät die entsprechende Gebühr zu entrichten, für Privathaushalte galt jedoch eine Befreiung für sogenannte Zweitgeräte. Diese Zweitgerätebefreiung wurde ab 2007 für den Empfang via Internet auch auf den gewerblichen Bereich ausgedehnt.

### Gebührenschuldner
Gebührenschuldner war immer der Rundfunkteilnehmer, der die Rundfunkgeräte zum Empfang bereithielt.

### Beginn und Ende der Gebührenpflicht
Die Gebührenpflicht begann mit dem Beginn des Monats, in dem das Bereithalten begann und endete erst am Ende des Monats, in dem das Bereithalten endete und die schriftliche Abmeldung bei der zuständigen Landesrundfunkanstalt oder der GEZ eingegangen war. Im Zweifel musste der Rundfunkteilnehmer den Eingang der Abmeldung nachweisen (z. B. Einschreibebeleg von der Post). Das bedeutete, dass ohne Abmeldung die Gebührenpflicht unabhängig von Empfangsgeräten weiterlief.

### Anzeigepflicht
Mit einigen Ausnahmen war jede Person, die ein Rundfunkempfangsgerät zum Empfang bereithielt, verpflichtet, dieses bei der zuständigen Landesrundfunkanstalt bzw. der GEZ anzumelden und Rundfunkgebühren zu entrichten.
Anzeigepflichtig war auch das Ende des Bereithaltens eines Rundfunkempfangsgeräts oder ein Wohnungswechsel.
Der Rundfunkteilnehmer war verpflichtet, der Landesrundfunkanstalt bei der Anzeige folgende Daten mitzuteilen:
- Vor- und Familienname sowie früherer Name, unter dem ein Rundfunkempfangsgerät angemeldet wurde,
- Geburtsdatum,
- Name und Anschrift des gesetzlichen Vertreters,
- gegenwärtige Anschrift sowie letzte Anschrift, unter der ein Rundfunkempfangsgerät angemeldet wurde,
- Zugehörigkeit zu einer bestimmten Branche,
- Beginn und Ende des Bereithaltens von Rundfunkempfangsgeräten,
- Art, Zahl, Nutzungsart und Standort der Rundfunkempfangsgeräte,
- Rundfunkteilnehmernummer
- bei Abmeldungen der Grund.

### Auskunftsanspruch und Auskunftspflicht
Ergänzend zur Anzeigepflicht, die der Rundfunkteilnehmer auch ohne Anfrage zu erfüllen hat, hatten die Landesrundfunkanstalten einen Auskunftsanspruch gegenüber dem Rundfunkteilnehmer. Die Landesrundfunkanstalt konnte dabei in Einzelfällen auch weitere, über die oben für die Anzeigepflicht aufgezählten Daten hinausgehende Daten erheben, wenn dies für die Erfüllung ihrer Aufgaben notwendig war.
Den Anspruch auf Auskunft hatten die Landesrundfunkanstalten nicht nur gegenüber Rundfunkteilnehmern, sondern auch gegenüber deren Haushaltsangehörigen, und auch gegenüber Personen, bei denen tatsächliche Anhaltspunkte dafür sprachen, dass sie Rundfunkempfangsgeräte bereithalten und dies nicht angegeben haben. Ob z. B. eine einer Wohnung zugeordnete Antennenanlage als Anhaltspunkt ausreichte, war jedoch umstritten.
Die zuständige Landesrundfunkanstalt konnte ihren Anspruch auf Auskunft im Verwaltungszwangsverfahren (Verhängung von Zwangsgeldern und Zwangshaft) durchsetzen.
Hinsichtlich der Auskunftspflicht bei unveränderten Verhältnissen war der hessische Datenschutzbeauftragte der Auffassung, dass dann keine Mitwirkungspflicht vorläge.

### Ausnahmen von der Gebühren- bzw. Auskunftspflicht

#### Zweitgerätebefreiung im Privathaushalt
Im Privathaushalt waren mit Anmeldung und Gebührenzahlung für ein Empfangsgerät alle weiteren Geräte desselben Typs, die vom Rundfunkteilnehmer, seinem Ehegatten oder Lebenspartner zum Empfang bereitgehalten werden, von der Anmelde- und Gebührenpflicht befreit. Bei Personen, die mit einem Rundfunkteilnehmer zusammen wohnten und nicht mit ihm verheiratet/verpartnert waren (also z. B. bei nichtehelichen Lebensgemeinschaften, Kindern im Haushalt ihrer Eltern oder Wohngemeinschaften), galt die Zweitgerätebefreiung nur dann, wenn diese Personen nicht über ein eigenes, den einfachen Sozialhilferegelsatz übersteigendes Einkommen verfügten. Beispielsweise mussten im Haushalt mitlebende Kinder, deren eigenes monatliches Einkommen über dem einfachen Sozialhilferegelsatz lag, die in ihren eigenen Zimmern stehenden Empfangsgeräte unabhängig vom elterlichen Haushalt anmelden und dafür Gebühren bezahlen; lag das eigene Einkommen darunter, gab es weder eine Gebühren- noch eine Anzeigepflicht.
Ein Zweithaushalt, beispielsweise eine Ferienwohnung, galt dabei als eigener Haushalt. Die darin zum Empfang bereitgehaltenen Geräte mussten – unabhängig davon, ob am ersten Haushalt Geräte angemeldet worden waren – extra angemeldet werden.
Bezugnehmend auf die genaue Berechnung des „Einkommens“ wird auf ein Urteil des OVG Niedersachsen vom 28. August 2009 hingewiesen.
Der Leitsatz zu diesem Urteil lautete wie folgt:
Leitsatz/Leitsätze:
Einkommen im Sinne des § 5 Abs. 1 Satz 2 RGebStV sind alle Einkünfte in Geld oder Geldeswert, vermindert um die Absetzungsbeträge nach § 76 Abs. 2 BSHG a.F. (bzw. für Zeiträume ab dem 1. Januar 2005 nach § 82 Abs. 2 SGB XII).

#### Zweitgerätebefreiung im nicht privaten Bereich
Ausschließlich für neuartige Rundfunkempfangsgeräte wie beispielsweise Internet-PCs galt die Zweitgerätebefreiung auch im nicht-privaten, also im gewerblichen Bereich. PCs, Mobiltelefone, Spielekonsolen usw. mit Internet-Zugang begründeten somit seit dem 1. Januar 2007 nur eine Gebührenpflicht, wenn auf dem jeweiligen Betriebsgrundstück sonst kein Empfangsgerät bereitgehalten wurde. Filialunternehmen mussten somit für jede Filiale ein angemeldetes Rundfunkempfangsgerät haben, um unter die Zweitgerätebefreiung zu fallen.
Ein Freiberuflicher oder Selbständiger mit einem vom Wohnbereich getrennten Arbeitsraum musste ebenfalls zusätzlich eine Radiogebühr für den betrieblichen PC an die GEZ bezahlen, wenn nicht bereits ein demselben Grundstück zuzuordnendes Rundfunkempfangsgerät (auch als Autoradio) angemeldet war.

#### Autoradios als gebührenfreie Zweitgeräte
Autoradios in ausschließlich privat genutzten Pkw eines Rundfunkteilnehmers, seines Ehegatten bzw. seines Lebenspartners oder eines Haushaltsangehörigen ohne Einkommen oberhalb des Sozialhilfesatz waren gebührenbefreite Zweitgeräte. Für alle anderen Autoradios (also z. B. solche in teilweise gewerblich genutzten Pkw oder bei Haushaltsangehörigen mit Einkommen oberhalb Sozialhilfesatz) galt die Zweitgerätebefreiung nicht, sie mussten also zusätzlich angemeldet werden.
Diese Regelung fand für Arbeitnehmer des öffentlichen Dienstes wohl keine Anwendung, denn nach Auskunft der Bayerischen Staatskanzlei als auch nach Auffassung der Juristischen Kommission von ARD und ZDF führte die Neufassung des § 5 Abs. 2 Satz 1 RGebStV nicht zu einer gesonderten Gebührenpflicht für Rundfunkgeräte in dienstlich mitgenutzten Privatfahrzeugen von Bediensteten der öffentlichen Hand.

### Gebührenbefreiungen
Auf Antrag mussten natürliche Personen von den Gebühren befreit werden, wenn eine der genannten Bedingungen zutrifft (§ 6 RGebStV). Dies war u. a. der Empfang von ALG II, Sozialhilfe, BAFöG bei auswärts Wohnenden, Blinde, Hörgeschädigte, Behinderte ab 80 % mit RF-Merkzeichen im Schwerbehindertenausweis, die wegen ihres Leidens an öffentlichen Veranstaltungen ständig nicht teilnehmen konnten – Empfänger von Grundsicherung im Alter etc. Die Liste der Befreiungstatbestände war abschließend. Wenn keiner von ihnen zutraf, konnte die Rundfunkanstalt nur „in besonderen Härtefällen“ von der Gebühr befreien. Die Befreiungsvorschrift für Menschen mit „geringem Einkommen“ war 2004 entfallen. Die Befreiung galt immer ab dem Monat, der auf die Antragstellung folgte. Rückwirkende Befreiung war ausgeschlossen. Die Nachweise, die einer Befreiung zugrunde lagen, wie Leistungs- oder Feststellungsbescheide mussten in beglaubigter Kopie oder mit einfachem Bestätigungsvermerk einer Behörde oder Beratungsstelle der Wohlfahrtsverbände zum Antrag eingereicht, der Versand von Originalbescheiden oder Ausweisen vermieden werden. Seit dem 1. September 2008 war es auch möglich, stattdessen eine mit den Leistungsbescheiden ausgestellte Originalbestätigung des Leistungsträgers vorzulegen.
Befreiung von der Rundfunkgebührenpflicht wurde auf Antrag auch für Krankenhäuser, Kureinrichtungen, Einrichtungen für behinderte Menschen, Werkstätten für Behinderte, Einrichtungen der Jugend-, Suchtkranken- und Altenhilfe, Obdachloseneinrichtungen u. a. gewährt, wenn der Rechtsträger, der Betrieb oder die Einrichtung gemeinnützigen oder mildtätigen Zwecken im Sinne der §§ 51 bis 68 der Abgabenordnung diente bzw. diese Einrichtungen gemäß § 3 Nr. 20 Gewerbesteuergesetz von der Gewerbesteuer befreit waren.

## Verfassungsrechtliche Einwände gegen die Gebührenpflicht bei neuartigen Rundfunksempfangsgeräten
Gegen die Einbeziehung von neuartigen Rundfunksempfangsgeräten (internetfähige Endgeräte wie Computer und Handys) in die Gebührenpflicht ab dem 1. Januar 2007 wurde am 31. März 2006 von drei Selbständigen Verfassungsbeschwerde eingereicht. Diese wurde gemäß § 90 Abs. 2 S. 1 BVerfGG wegen Nichtsausschöpfung des einfachen Rechtswegs abgelehnt und auf ebendiesen fachgerichtlichen Rechtsweg verwiesen. Im Oktober 2010 hat das Bundesverwaltungsgericht in Leipzig entschieden, dass Besitzer eines internetfähigen PC gebührenpflichtig sind.